# Song 4 Mutya (Out of Control)
Song 4 Mutya (Out of Control) is de tweede single van Groove Armada's laatste album Soundboy Rock, en Mutya Buena's soloalbum Real Girl.

## Track list en formaat
- Promo CD

1. Song 4 Mutya (Radio Edit)
2. Song 4 Mutya (Instrumental)

- CD1

1. Song 4 Mutya (Out of Control) (Radio Edit)
2. Lightsonic (Live From Hammersmith Palais)

- CD2

1. Song 4 Mutya (Out of Control)
2. Song 4 Mutya (Out of Control) (Kissy Sellout Remix)
3. Song 4 Mutya (Out of Control) (Linus Loves Remix)
4. Common

- Australian CD

1. Song 4 Mutya (Out of Control) (Radio Edit)
2. Song 4 Mutya (Out of Control) (TV Rock Remix)
3. Song 4 Mutya (Out of Control) (Boris Dlugosch Remix)
4. Song 4 Mutya (Out of Control) (Linus Loves Dub Remix)

- Vinyl

1. Song 4 Mutya (Out of Control) (Kissy Sellout Remix)
2. Song 4 Mutya (Out of Control) (Linus Loves Dub)
3. Song 4 Mutya (Out of Control) (A1 People Panic Remix)

- D-z CDS (D-z Records)

1. Song 4 Mutya (Out of Control) (Radio Edit)
2. Song 4 Mutya (Out of Control) (Sunset Strippers Remix)
3. Song 4 Mutya (Out of Control) (Linus Loves Dub)
4. Song 4 Mutya (Out of Control) (Video)

- D-z Promo CDS (D-z Records)

1. Song 4 Mutya (Out of Control) (Radio Edit)
2. Song 4 Mutya (Out of Control) (Kissy Sellout Remix/Edit)
3. Song 4 Mutya (Out of Control) (Video 1)
4. Song 4 Mutya (Out of Control) (Video 2)

## Videoclip
Voor deze videoclip bestaan twee verschillende versies: de officiële videoclip en de alternatieve videoclip. Ze gingen alle twee in première op 23 juli 2007. De alternatieve videoclip kan je exclusief bekijken op Mutya's officiële site. De officiële videoclip is opgenomen in Noord-Londen, bij het Finsbury Park. De clip speelt zich af op een festival waar Mutya aanwezig is. Ze zingt tussen al het volk, terwijl ze met de camera speelt. Ze zit ook op het gras en in een auto en zingt tussen het swingende volk. Vele fans kregen bij deze videoclip de kans om figurant te spelen. Sommige figuranten zijn verkleed als dieren, net zoals bij Groove Armada's vorige videoclip. Bij de alternatieve videoclip zie je enkel Mutya's gezicht met als achtergrond logo's en feestlichten van Groove Armada. In het Verenigd Koninkrijk waren vele fans teleurgesteld met deze videoclips ondanks het lage budget. Het nummer zelf kreeg dan wel succes.

## Hitnotering
| Song 4 Mutya (Out of Control) in de Nederlandse Top 40 - binnen 8 september 2007 | Song 4 Mutya (Out of Control) in de Nederlandse Top 40 - binnen 8 september 2007 | Song 4 Mutya (Out of Control) in de Nederlandse Top 40 - binnen 8 september 2007 | Song 4 Mutya (Out of Control) in de Nederlandse Top 40 - binnen 8 september 2007 | Song 4 Mutya (Out of Control) in de Nederlandse Top 40 - binnen 8 september 2007 |
| Week                                                                             | 1                                                                                | 2                                                                                | 3                                                                                | 4                                                                                |
| -------------------------------------------------------------------------------- | -------------------------------------------------------------------------------- | -------------------------------------------------------------------------------- | -------------------------------------------------------------------------------- | -------------------------------------------------------------------------------- |
| Nummer                                                                           | 39                                                                               | 37                                                                               | 37                                                                               | uit                                                                              |

## Versies
- Radio Edit
- SoundBoy Rock Album Version
- Real Girl Album Version
- Kissy Sellout Remix
- Kissy Sellout Edit
- Linus Loves Remix
- Linus Loves Dub
- A1 Panic People Remix
- Sunset Strippers Remix
- My Digital Enemy Remix
- My Digital Enemy Dub
- Boris Duglosch Remix
- Instrumental